# Regesta Imperii
Regesta Imperii (zkráceně RI) je edice písemných pramenů v regestové formě k evropským dějinám raného, vrcholného a pozdního středověku. Vydávány jsou listiny panovníků Svaté říše římské od dob Karlovců po Maxmiliána I. (1519), jakož i dalších vydavatelů, např. papežů. Edici vydávají vědecké instituce v Německu a Rakousku.

## Historie
Projekt založil v roce 1831 Johann Friedrich Böhmer (1795-1863) s cílem zveřejnit v regestové podobě listiny římských králů, císařů a dalších vydavatelů se vztahem k dějinám římské říše pro období 751-1437, tj. do konce vlády Zikmunda Lucemburského. V roce 1865 se vedoucím editorem stal rakouský historik Julius Ficker a vydávání se z Německa přesunulo do rakouského Innsbrucku. V roce 1895 se ředitelem stal Engelbert Mühlbacher (1843-1903) a RI se přesunula do Vídně. Od roku 1906 začala RI vydávat Rakouská akademie věd. V roce 1967 byla založena Německá komise pro zpracování Regest Imperii (Deutsche Kommission für die Bearbeitung der Regesta Imperii) a projekt RI se vrátil z Rakouska zpět do Německa. V roce 1998 byla komise začleněna do Akademie věd a literatury v Mohuči a vídeňské pracoviště se stalo součástí Rakouské akademie věd, které společně edici vydávají.

## Obsah
Původní plánovaný mezník 1437 byl posunut na konec vlády Maxmiliána I. (1519). Materiál je vydáván chronologicky po jednotlivých vládnoucích dynastiích od Karlovců po Habsburky. Nejstarší svazky obsahují pouze královské a císařské listiny, později k nim přibyly také záznamy narativních pramenů (kroniky apod.) a listiny jiných vydavatelů týkajících se dějin říše z důvodu podat co nejkomplexnější přehled daného období. Počínaje Ludvíkem IV. Bavorským, Fridrichem III. a Václavem IV. se kvůli narůstajícímu množství dochovaného materiálu jiné prameny než samotné listiny omezují. Regesta listin těchto panovníků jsou už uspořádány podle archivů a knihoven, kde jsou originály uloženy. V případě Maxmiliána I. má být uveřejněn výběr jen asi pětiny všeho dochovaného materiálu.
Převážná většina tiskem vydaných svazků byla digitalizována.